# Ferdinand Jagenberg
Johann Ferdinand Wilhelm Jagenberg (* 11. September 1794 in Solingen; † 25. Februar 1871 in Klauberg) war ein deutscher Unternehmer in der Papierindustrie und Politiker.

## Leben
Jagenberg war der Sohn des Eisen- und Stahlwarenexporteurs Johann Wilhelm Jagenberg (* 20. Mai 1760 in Küppelsten bei Remscheid; † 23. Juni 1824 in Solingen) und dessen Ehefrau Anna Maria Helene Jagenberg geb. Kirschbaum (* 14. Juni 1765 in Solingen; † 18. Januar 1815 in Klauberg). Er war Freidenker und heiratete am 12. Januar 1815 Anna Gertrud geb. Brögelmann (* 27. Januar 1792 in Elberfeld; † 21. August 1854 in Solingen).
Jagenberg besuchte bis 1810 die Schule und war danach im väterlichen Geschäft tätig. 1813 war er Hauptmann der 1. Kompanie des Dorper Landsturms und von 1818 bis 1828 patentierter Lieutenant der Landwehr. Ab 1820 unternahm er Geschäftsreisen nach Italien, Spanien und Portugal, bevor das väterliche Unternehmen 1842 liquidiert wurde. 1826 kaufte er die Solinger Papiermühle von den Erben Johannes Soter. 1838 erwarb er zusätzlich eine Papiermühle in Altenkirchen. Januar 1865 trat er aus dem Unternehmen Ferdinand Jagenberg & Söhne aus. Sein Sohn Adolf Jagenberg (1819–1900) übernahm die Altenkirchener Papiermühle, sein Sohn Emil (* 1817) die in Solingen. Von 1847 bis 1851 war er Vorsitzender und von 1851 bis 1856 stellvertretender Vorsitzender der Handelskammer Solingen.
Er war von 1819 bis 1864 Beigeordneter der Bürgermeisterei Dorp, Kreisdeputierter und Kirchenmeister der reformierten Gemeinde. Von 1833 bis 1837 und erneut 1856 war er Abgeordneter für den Stand der Städte im Provinziallandtag der Rheinprovinz.